# Aeroportul Fukushima
Aeroportul Fukushima (IATA: FKS, ICAO: RJSF) este un aeroport din Sukagawa, Prefectura Fukushima, Japonia ce deservește zona Sukagawa. Aeroportul a fost tranzitat în decembrie 2020 de 8.102 pasageri. A fost deschis în 1993.
Situat la o altitudine de 372 m, aeroportul dispune de o singură pistă.